# Филофей (епископ Пермский)

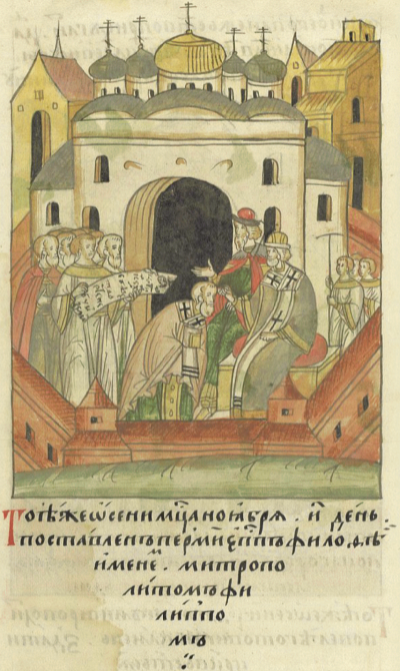
Митрополит Филипп посвящает Филофея в епископы пермские

Епископ Филофей — шестой епископ Пермский в 1470—1501 годах.
С 1447 по 1456 года был игуменом Кирилло-Белозерского монастыря, в списке игуменов он появляется ещё раз в конце 1460-х годов, вероятно, во второй раз.
8 ноября 1470 или 1471 рукоположен в епископа Пермского. Филофей стал первым епископом, кто стал называться Пермским и Вологодским. При нем к епархии в 1492 году были присоединены вологодские приходы, а епископская кафедра была перенесена из Усть-Выми в Вологду. Судя по посланию московского митрополита Симона, датированному 1501 годом, Филофей «не единова» посылал к пермскому духовенству грамоты, чтобы духовные лица «от раноядия и от питья воздержались, а детей бы своих духовных новокрещеных христиан учили всяко закону Божию, вере христианской». Филофей управлял епархией до 1501 года. В 1480 году, во время конфликта Ивана III со своими братьями, по просьбе царя ездил в Великие Луки для убеждения братьев. Около 1484 года убедил вогульского князя Юзшана подчиниться Ивану III. В 1490—1499 годах присутствовал на соборах, где обсуждалось избрание митрополита всея Руси, дела о стригольниках, о пасхальном круге и др. В 1499 году ездил в Москву.
Весною 1501 года по болезни и старости уволен от управления епархией и удалился в свой монастырь, где и скончался. Дата смерти неизвестна.
Исследователи связывают с его именем создание Вологодско-Пермской летописи.